# 1 Korpus Jazdy (powstanie listopadowe)

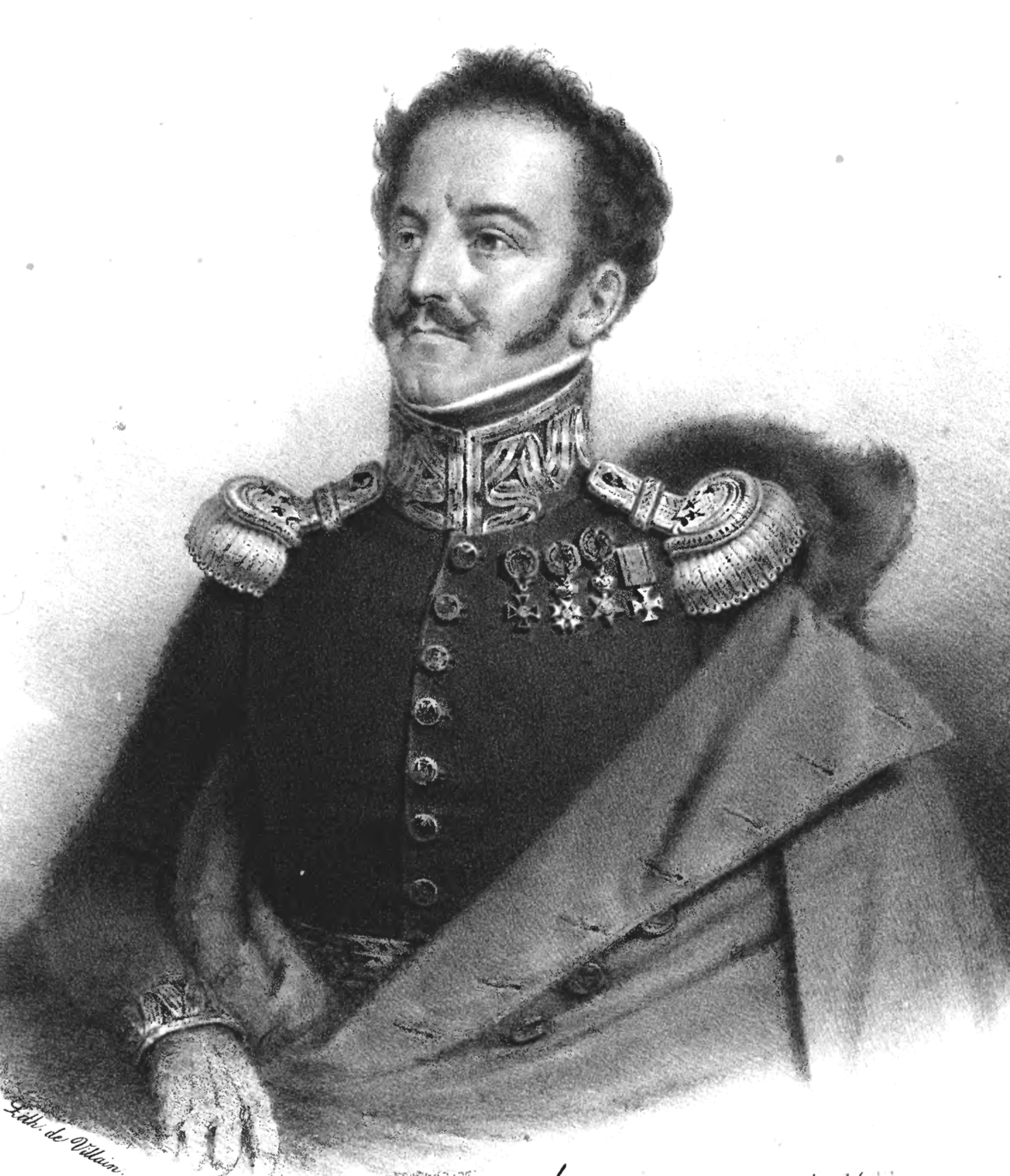
Jan Nepomucen Umiński

1 Korpus Jazdy (potocznie Korpus Umińskiego) – korpus jazdy ustanowiony w czasie powstania listopadowego, podlegający dowódcy jazdy gen. dyw. Janowi Weysenhoffowi.
Dowódcą korpusu był gen. dyw. Jan Nepomucen Umiński.

## Skład korpusu
w lutym 1831
- 1 Dywizja Jazdy – gen. bryg. Antoni Jankowski
  - 1 Brygada Jazdy – płk Ambroży Mikołaj Skarżyński
  - 2 Brygada Jazdy – płk Henryk Dembiński
- 2 Dywizja Jazdy – gen. bryg. Jan Tomicki
  - 1 Brygada Jazdy – płk Ludwik Bukowski
  - 2 Brygada Jazdy – płk Bonifacy Jagmin

Skład w maju 1831
- 1 Brygada Jazdy – płk Dezydery Chłapowski
  - 1 pułk ułanów
  - pułk jazdy augustowskiej
- 2 Brygada Jazdy – płk J. Miller
  - 3 pułk strzelców konnych
  - 4 pułk ułanów
- 3 Brygada (Straży Przedniej) – płk Ludwik Bukowski
  - pułk jazdy lubelskiej
  - pułk jazdy płockiej